# Carter Cruise
Carter Cruise (24 de abril de 1991) é uma atriz pornográfica e modelo americana.

## Biografia
Cruise nasceu em Atlanta, na Geórgia, e cresceu em Cary, na Carolina do Norte. Ela é de ascendência cherokee e galesa. Ela estudou em casa durante a infância e estudou na Cary High School. Em 2009, ela se matriculou na East Carolina University, especializando-se em psicologia e pré-direito. Enquanto na escola, ela estava fortemente envolvida na vida grega, prometendo uma fraternidade como um calouro. No final de 2013, ela deixou seus estudos de psicologia na ECU para buscar uma carreira em tempo integral na indústria adulta. Antes de se tornar uma artista adulta, trabalhou como garota Hooters e salva-vidas.

## Carreira
Cruise começou a trabalhar como modelo erótico no verão de 2013. Ela fez sua estréia pornô em agosto daquele ano depois de entrar em contato com a agência de talentos baseada na Flórida East Coast Talents. Ela se mudou para Los Angeles em março de 2014 e assinou com a agência Spiegler Girls em junho. Naquele mesmo mês, ela foi destaque na edição "fresca" do AVN.
Cruise apareceu em várias participações, incluindo "Sra. Polito" na American Hustle XXX da Smash Pictures e como uma meia-irmã na Cinderela XXX. Ela foi escalada como protagonista do longa-metragem de romance do diretor Jacky St. James, Second Chances, produzido por New Sensations.
Em 2015, Cruise tornou-se a segunda performer a ganhar o AVN Awards de Melhor New Starlet e Melhor Atriz no mesmo ano, depois de Jenna Jameson em 1996. Em outubro de 2015, ela assinou um contrato exclusivo de um ano com a Axel Braun Productions.

## Prêmios e indicações
| Ano  | Ceremônia        | Resultado | Categoria                                                                                                | Trabalho                             |
| ---- | ---------------- | --------- | --- | ------------------------------------ |
| 2014 | NightMoves Award | Venceu    | Best New Starlet (Fan's Choice)                                                                          | —                                    |
| 2015 | AVN Award        | Venceu    | Best Actress                                                                                             | Second Chances                       |
| 2015 | AVN Award        | Indicado  | Best All-Girl Group Sex Scene (com Samantha Saint)                                                       | Cinderella XXX: An Axel Braun Parody |
| 2015 | AVN Award        | Indicado  | Best All-Girl Group Sex Scene (com Anikka Albrite, Dana DeArmond, Sara Luvv, Marina Angel & Cati Parker) | Twisted Fate                         |
| 2015 | AVN Award        | Indicado  | Best Double Penetration Sex Scene (com Ramon Nomar & Erik Everhard)                                      | Meet Carter                          |
| 2015 | AVN Award        | Indicado  | Best Group Sex Scene (com Dani Daniels, Candice Dare, Aidra Fox, Jillian Janson & Manuel Ferrara)        | Manuel Ferrara's Reverse Gangbang 2  |
| 2015 | AVN Award        | Venceu    | Best New Starlet                                                                                         | —                                    |
| 2015 | AVN Award        | Indicado  | Best Oral Sex Scene                                                                                      | Cinderella XXX: An Axel Braun Parody |
| 2015 | AVN Award        | Indicado  | Best Three-Way Sex Scene - B/B/G (com Van Wylde & Kurt Lockwood)                                         | American Hustle XXX Porn Parody      |
| 2015 | XBIZ Award       | Venceu    | Best New Starlet                                                                                         | —                                    |
| 2015 | XBIZ Award       | Venceu    | Best Actress—Feature Movie                                                                               | Second Chances                       |
| 2015 | XBIZ Award       | Indicado  | Best Actress—Couples-Themed Release                                                                      | Happy Anniversary                    |
| 2015 | XBIZ Award       | Venceu    | Best Actress—All-Girl Release                                                                            | Lesbian Vampire Academy              |
| 2015 | XBIZ Award       | Indicado  | Best Supporting Actress                                                                                  | American Hustle XXX                  |
| 2015 | XBIZ Award       | Indicado  | Best Scene - Feature Movie (com Chad White)                                                              | Second Chances                       |
| 2015 | XBIZ Award       | Indicado  | Best Scene - All-Girl (com A.J. Applegate)                                                               | Fucking Girls 8                      |
| 2015 | XRCO Award       | Indicado  | Best Actress                                                                                             | Second Chances                       |
| 2015 | XRCO Award       | Venceu    | New Starlet                                                                                              | —                                    |
| 2015 | XRCO Award       | Indicado  | Cream Dream                                                                                              | —                                    |
| 2015 | XRCO Award       | Indicado  | Orgasmic Oralist                                                                                         | —                                    |